# خورخي ساباتو
خورخي ساباتو (بالإسبانية: Jorge Alberto Sabato)‏ (و. 1924 – 1983 م) هو فيزيائي، وعالم من الأرجنتين . ولد في الأرجنتين .
توفي عن عمر يناهز 59 عاماً.